# 부속가

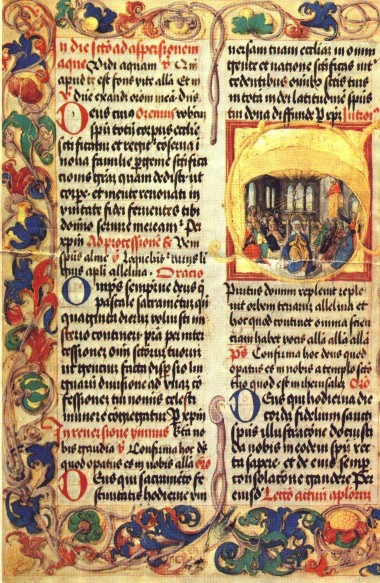
필사본 전례서

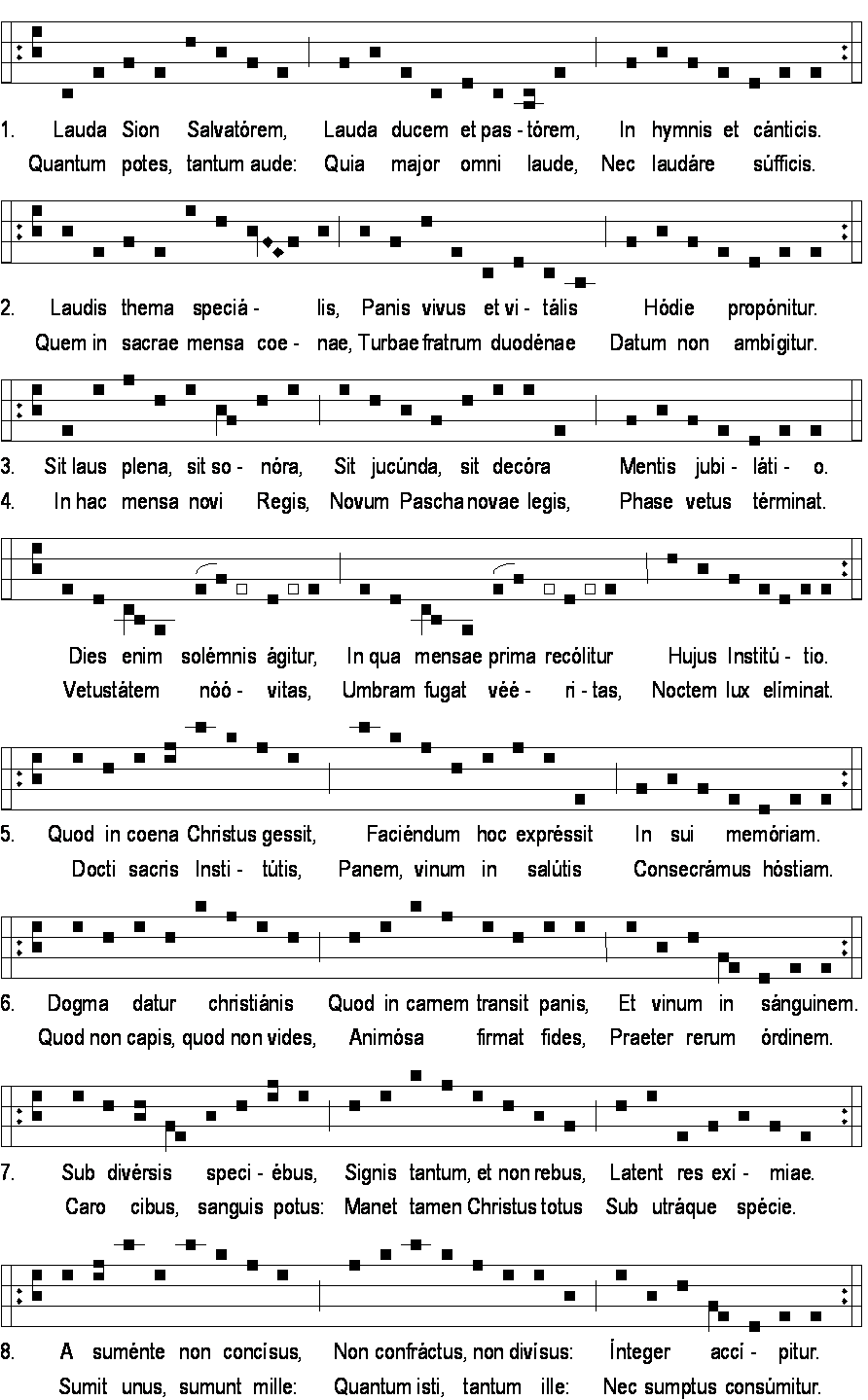
부속가 "Lauda Sion".

부속가(Sequentia)는 기독교의 전례에서 사용되는 시적 음악적 요소를 가리키며, 장엄하게 거행하도록 지정된 미사의 복음 선포에 앞서 노래하거나 낭송한다.
문학적 관점에서 부속가는 운율을 맞춘 본문의 초기 형태를 보여주므로, 모든 현대 서양 시문학의 기원으로 여겨진다.
부속가는 미사의 고유문에 속한다. 그러므로 그 본문은 전례 거행에 따라 바뀌도록 지정되어 있다.

## 기원
부속가는 로마 가톨릭교회 전례 음악으로, 9세기에 탄생한 것으로 여겨진다. 정확한 기원은 프랑스 서부 수도원들, 그 가운데 특히 노르망디의 수도원(Jumièges)의 음악적 실천에서 찾아야 한다.
복자 Notker Balbulus는 자신의 저서 Liber hymnorum에서 부속가에 관하여 증언하고 있다. 이에 따르면, 성 갈로(San Gallo, Sankt Gallen) 수도원의 수도자들은 알렐루야의 모음(특히 마지막의 a)에 지정된 무척 긴 선율을 쉽게 기억하려고 습관적으로 가사(prosa)를 덧붙이곤 하였다. 나중에는 이 본문을 가사로 하는 노래가 탄생하게 되었으며, 그 결과 이 노래들은 미사 전례에서 불리게 되었다. 이 노래를 부르는 자리는 원래 그 노래가 기원했던 자리 곧 알렐루야 노래 다음에 유빌루스 선율을 늘어지게 하면서 불렀다.

## 역사
부속가는 곧바로 수도회의 영역에서도 교구 본당에서도 매우 큰 환영을 받았다. 각 공동체마다 자신들의 부속가집을 가지고 있었다. 어떤 때에는 부속가가 대략 5,000곡에 이르기도 하였다. 일반적으로 부속가의 작사가는 밝혀지지 않고 무명으로 남았다. 16세기 트리엔트 공의회는 삽입노래(tropus)와 부속가의 사용을 모두 금지하고, 아래의 5개만 허용하였다.
- Victimae paschali laudes, 파스카 주일에. 선택적으로 부활 팔일 축제 동안에.
- Veni Sancte Spiritus, 성령 강림 대축일에.
- Lauda Sion Salvatorem, 성체 성혈 대축일에.
- Stabat Mater, 고통의 성모 기념일(9월 15일)에.
- Dies irae, 죽은 이를 위한 미사(오늘날에는 더 이상 죽은 이를 위한 미사의 부속가로 사용하지 않는다. 다만 시간 전례에서 연중 제34주간 평일 독서 기도의 선택적 찬미가로 사용할 수 있다.)

일부 수도 공동체(베네딕토회, 도미니코회)는 자신들의 고유 부속가를 일부 보존하고 있다.
제2차 바티칸 공의회 이후에는 부속가의 위치를 알렐루야 앞으로 변경하였다.
현행 규정인 2008년 로마 미사 경본에 따르면, "부속가는 알렐루야 앞에 노래한다. 부활 대축일과 성령 강림 대축일에 하는 부속가 외에는 자유로이 할 수 있다."

## 부속가집
부속가집(Sequentiarium, Prosarium)은 부속가들을 모아 놓은 전례서이다. 부속가를 수도회 공동체와 본당 공동체에서 널리 부르게 된 시대에는 거의 5,000곡 가까이 있었고, 각 공동체는 필요한 만큼 부속가집에 담아서 미사에서 사용하게 되었다. 트리엔트 공의회에서 5곡의 부속가만 남겨두고 나머지 부속가들을 모두 사용하지 않도록 하면서 부속가집도 점점 사용하지 않게 되었다. 오늘날에는 부속가의 선율을 로마 미사 성가집에서 찾아 볼 수 있다.